# Parchi di Rimini

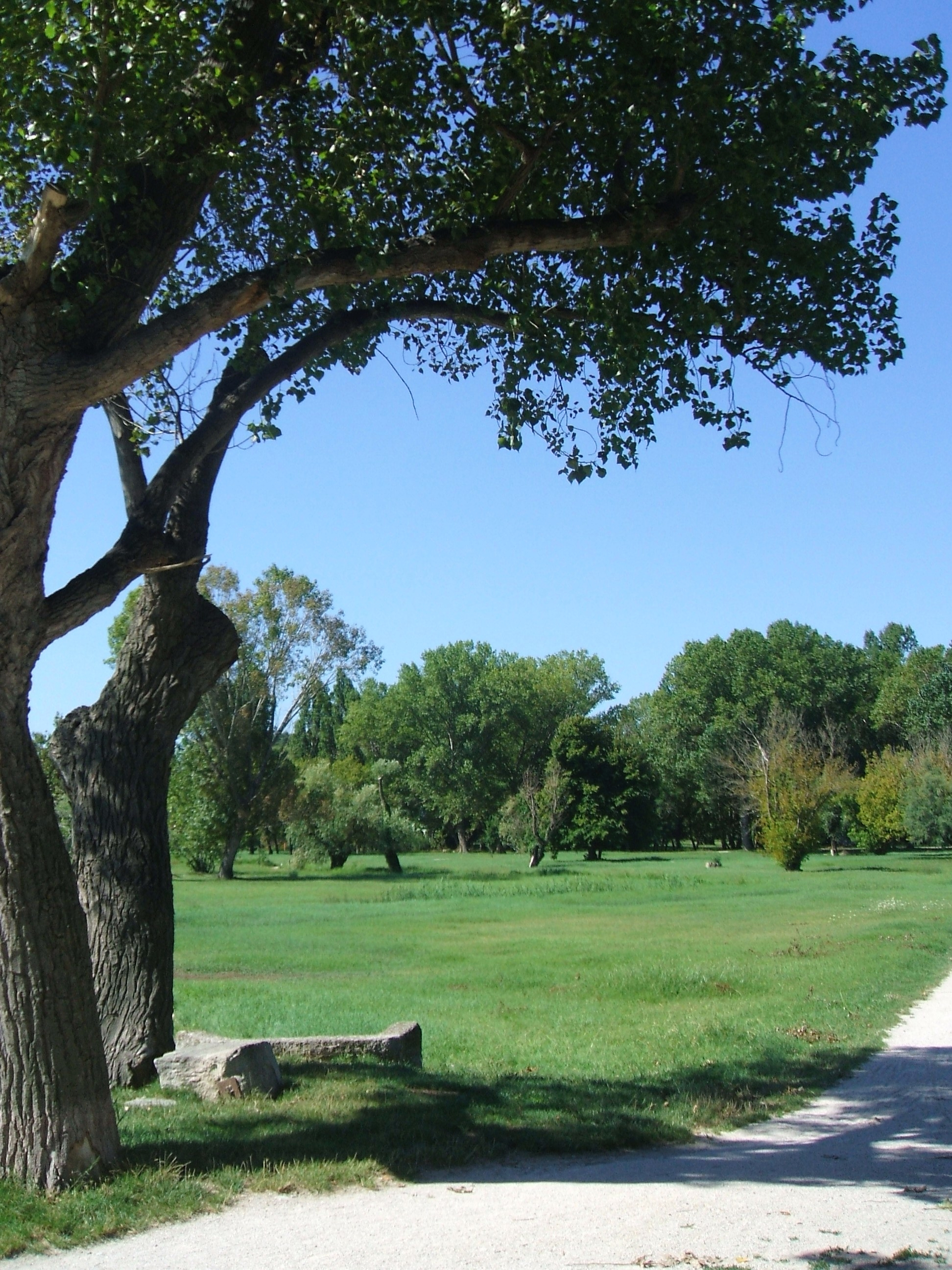
Il parco XXV Aprile

Rimini ha un ampio sistema di verde pubblico, con 1,3 milioni di metri quadrati di parchi e giardini in ambito urbano (9,4 m²/ab) e un totale di 3,2 milioni di metri quadrati di aree verdi nell'intero territorio comunale, inclusi parchi fluviali, impianti sportivi e aree naturalistiche.
Il sistema del verde comprende una serie di grandi parchi urbani, creati lungo l'antico corso del fiume Marecchia e del torrente Ausa, parchi e giardini di quartiere, viali alberati e verde d'arredo.
I principali parchi cittadini sono il parco XXV aprile, il parco Giovanni Paolo II, il parco Alcide Cervi, il parco Fabbri, il parco Poderi della Ghirlandetta, il parco Sandro Pertini, il parco Federico Fellini e il parco Briolini.
Il complesso arboreo presente nel territorio riminese comprende circa 42.000 alberi, appartenenti a 190 diverse specie, in prevalenza tigli, platani, aceri, pioppi, pini e querce.
Nel comune di Rimini sono presenti 23 grandi esemplari arborei tutelati come alberi monumentali per la loro età e il loro valore naturalistico, tra cui il platano di piazza Malatesta, la roverella del parco Giovanni Paolo II, i cipressi di S. Agostino, l'olmo di viale Amerigo Vespucci e i tigli di S. Fortunato.
La rete ciclabile cittadina si articola nel verde dei parchi e lungo i viali più importanti, collegando i principali monumenti, le attrazioni turistiche, le spiagge e i luoghi di ritrovo e offrendo opportunità a diverse categorie di utenti, dagli spostamenti urbani, alla mountain bike, al cicloturismo. La rete urbana è connessa, attraverso il parco XXV Aprile, al percorso ciclabile che collega Rimini a Saiano lungo il corso fluviale del Marecchia.

## Parchi urbani

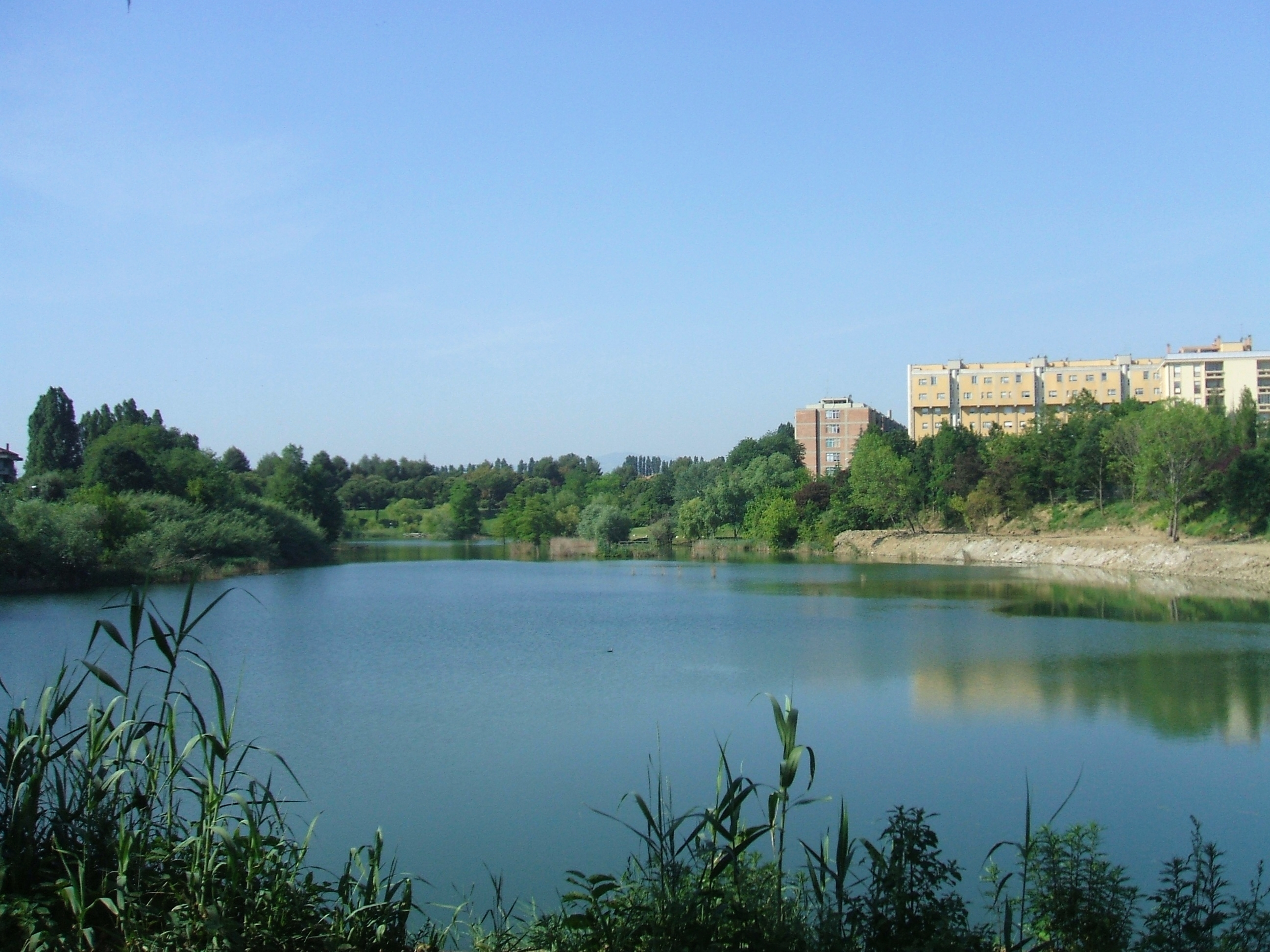
Il Parco Giovanni Paolo II

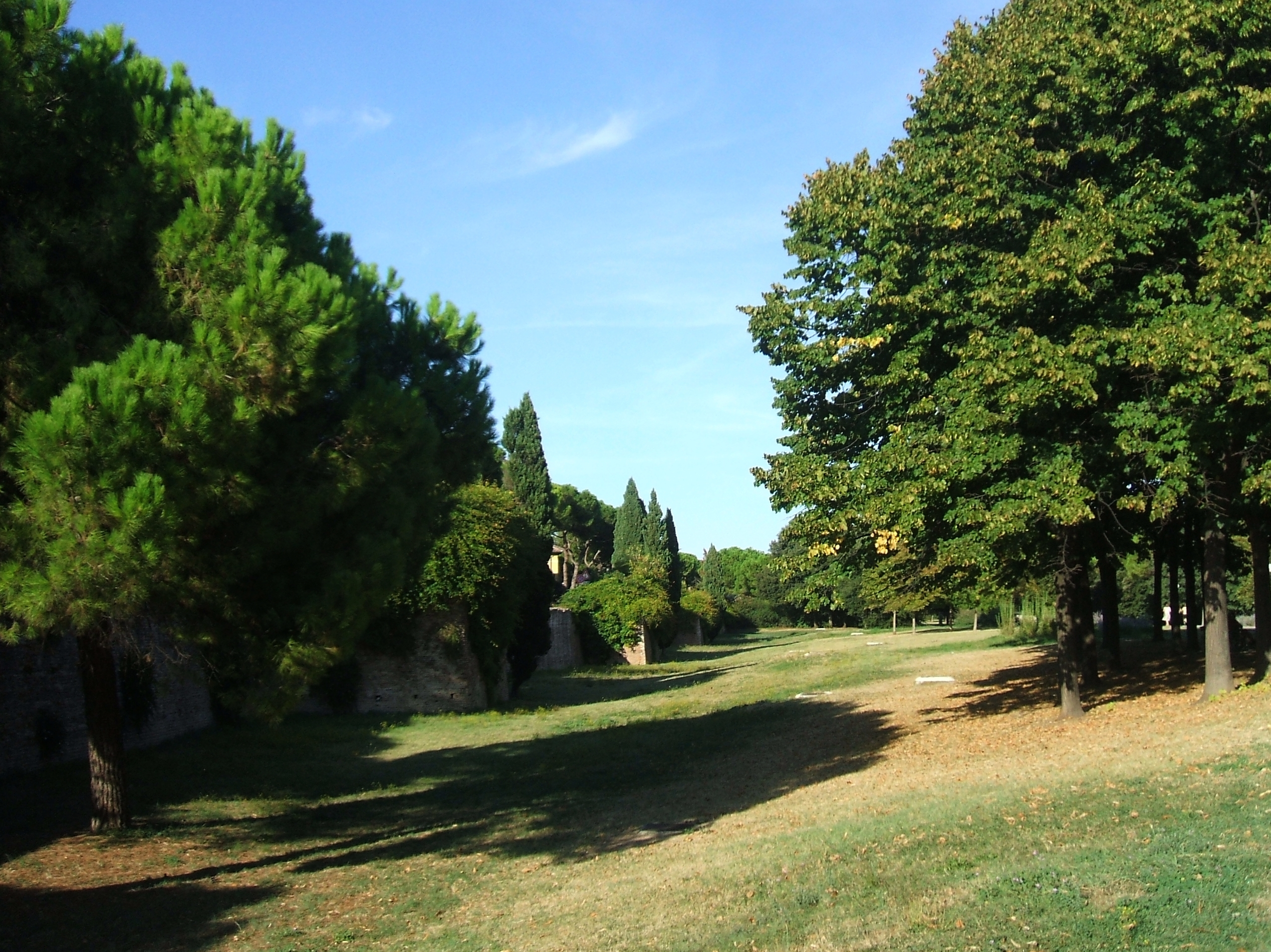
Il Parco Alcide Cervi

### Parco XXV aprile
Il parco XXV aprile, noto come Parco Marecchia, con i suoi 25 ettari è il più grande parco pubblico di Rimini. Il parco si estende sull'antico alveo del fiume Marecchia, tra il centro storico, il ponte di Tiberio e i quartieri San Giuliano, INA Casa, Marecchiese e Celle, con prati, gruppi di alberi, boschetti, impianti sportivi e aree gioco per i bambini. Il patrimonio arboreo del parco è composto per lo più da specie autoctone, con grandi esemplari di pioppi, salici, ontani, tigli e frassini.

### Parco Giovanni Paolo II
Il parco Giovanni Paolo II, noto anche come parco V PEEP o parco della Cava, occupa l'area della grande cava dismessa della fornace Fabbri, dalla quale si estraeva argilla. Il parco si estende per 14 ettari intorno a un lago, con percorsi panoramici, prati, collinette, aree gioco per i bambini e un frutteto. Le specie arboree comprendono pini, lecci, cedri dell'Himalaya e dell'Atlante, pioppi, aceri, salici e cipressi calvi. Tra la vegetazione acquatica, ricca di tife e cannucce di palude, nidificano oche, cigni e anatre domestiche.

### Parco Alcide Cervi
Il parco Alcide Cervi, esteso su una superficie di 6 ettari, è il più grande della serie di parchi urbani dell'ex torrente Ausa, che collegano senza soluzione di continuità il parco Giovanni Paolo II a Marina Centro con una pista ciclabile di 2 km. Il parco si estende lungo il tratto orientale delle mura malatestiane e include una grande varietà di aree gioco per bambini, prati e aiuole fiorite. Le specie arboree più diffuse nel parco sono pini, platani, tigli, cipressi, aceri, lecci, robinie e tamerici.

### Parco Fabbri
Connesso al parco Alcide Cervi e al parco Poderi della Ghirlandetta, il parco Fabbri si estende per 3,9 ettari, a sud del centro storico della città, tra il borgo San Giovanni e il palacongressi. Al suo interno, tra grandi prati e aree alberate, si trovano una pista di skateboard con una doppia vasca in calcestruzzo, un'area giochi per bambini e un centro sociale per anziani. Le specie arboree più diffuse sono tigli europei, pini domestici, robinie e lecci.

### Parco Poderi della Ghirlandetta

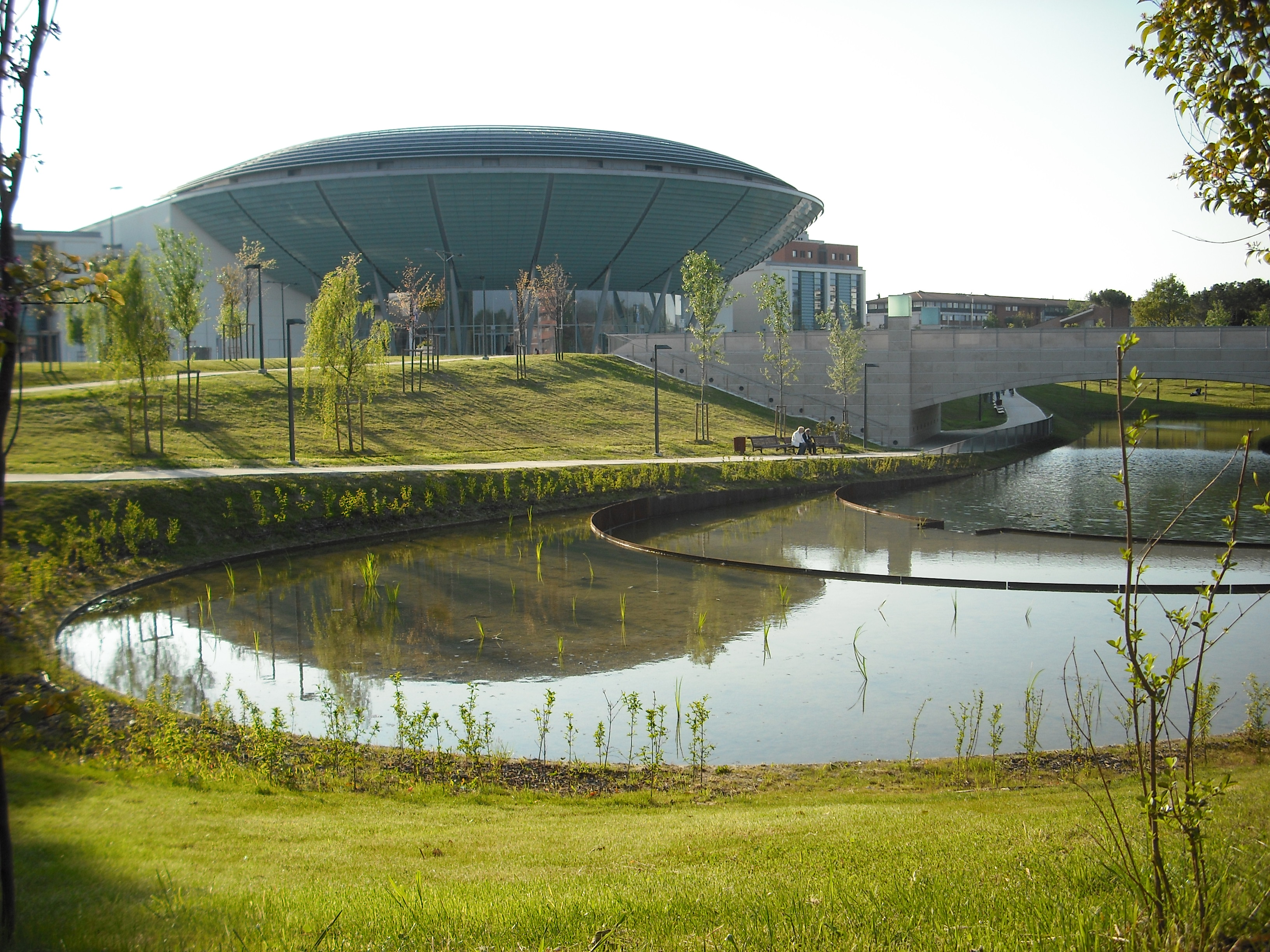
Il parco Poderi della Ghirlandetta con il palacongressi sullo sfondo

È connesso senza soluzione di continuità al parco Giovanni Paolo II e al parco Fabbri, attraverso un doppio percorso ciclabile che gira intorno a un laghetto artificiale e sottopassa via della Fiera, sotto un grande ponte. Il parco è stato creato unendo l'area riqualificata dei parcheggi dell'ex fiera di Rimini alla parte meridionale del parco Fabbri. Il parco fu inaugurato nel 2011, insieme al nuovo palacongressi. Il complesso arboreo del parco comprende pini domestici, salici, pioppi cipressini e lecci.

### Parco Federico Fellini
Il Parco Fellini, a Marina Centro, ha un'estensione di 3 ettari e occupa l'area dei giardini del Kursaal, creati nel 1879 con una composizione informale di aiuole fiorite e alberi ad alto fusto e trasformati nel 1948 su progetto di Pietro Porcinai. Il parco ha un impianto regolare e simmetrico, con aiuole bordate da siepi alternate ad aree di sosta in terra battuta, ombreggiate da pini domestici, pini d'Aleppo, lecci, tamerici e pioppi. Al centro del parco si trova la Fontana dei Quattro Cavalli, uno degli elementi superstiti del giardino originario; ai lati sorgono le palazzine Roma e Milano e il Grand Hotel. Nell'emiciclo rivolto verso la città, una serie di monumenti in bronzo ricorda i fondatori del turismo riminese: Ruggero Baldini, Claudio Tintori, Paolo Mantegazza e Augusto Murri.

### Parco Briolini
Situato a San Giuliano a mare, a breve distanza dalla spiaggia e dalla darsena, si estende per 2,6 ettari. Comprende ampi prati e un'area gioco per bambini. Le specie arboree più diffuse sono pini domestici, pioppi cipressini, lecci e pini d’Aleppo.

### Parco Sandro Pertini
Situato a Marebello, a sud della ferrovia Bologna-Ancona, copre una superficie di 4 ettari e comprende numerosi impianti sportivi, tra cui campi da tennis coperti e campi da calcetto, e giochi per bambini, quali trenini e tappeti elastici. Le specie arboree più diffuse nel parco sono pini domestici, pioppi neri, cipressi, aceri americani, aceri argentei e mirabolani.

## Altri parchi e giardini pubblici
- Parco Lucio Battisti (Viserba)
- Parco Don Tonino Bello (Viserba)
- Parco Luciano Bologna
- Parco Olga Bondi
- Parco Caduti nei lager 1943-1945 (Rivazzurra)
- Parco Maria Callas
- Parco Ezio Camuncoli
- Parco Alfredo Clementi
- Parco delle Crocerossine
- Giardino dei Giusti
- Parco Europa (San Vito)
- Parco Samuel Hahnemann (Viserba)
- Giardino I ragazzi del Parsifal
- Parco I ragazzi della via Pal
- Parco Il piccolo principe (Viserba)
- Parco Saverio Laureti (Marebello)
- Parco Marcovaldo (Viserba)
- Parco Iqbal Masih (Viserba)
- Parco Murri (Bellariva)
- Giardini Fratelli Padovani (San Giuliano a mare)
- Parco Maria Rosa Pellesi (Viserba)
- Parco Enrico Petrucci
- Parco Pirzio Biroli Luigi (Viserba)
- Parco Hugo Pratt (Viserba)
- Parco Renzi Madre Elisabetta
- Parco Gianni Rodari (Santa Giustina)
- Giardini Silver Sirotti
- Parco Alberto Sordi (Viserba)
- Giardini Don Luigi Sturzo (San Giuliano a mare)
- Giardini Vittime delle foibe
- Parco Spina Verde (Miramare)
- Giardini Capitaneria di porto - Guardia costiera